# Hipólito Sánchez Quell
Hipólito Sánchez Quell (Asunción, 25 de abril de 1907-3 de octubre de 1986) fue un abogado, historiador, diplomático y político paraguayo. Se desempeñó como ministro de Relaciones Exteriores entre 1954 y 1956 durante la dictadura de Alfredo Stroessner. Fue embajador del Paraguay ante México, Río de Janeiro, Francia y las Naciones Unidas, además de diputado nacional.

## Biografía
Nació en Asunción el 25 de abril de 1907. Realizó sus estudios en la Escuela Normal de Asunción, el Colegio Nacional de la Capital y la Facultad de Derecho y Ciencias Sociales de la Universidad Nacional de Asunción. Se graduó como abogado en 1930 y obtuvo el título de doctor en derecho y ciencias sociales. Durante la guerra del Chaco sirvió como teniente segundo de reserva en el Estado Mayor del III Cuerpo de Ejército.
En 1929 se afilió al Partido Colorado y fue elegido diputado nacional. A lo largo de su vida enfrentó dos destierros debido a su defensa de las libertades ciudadanas. En 1944, durante una asamblea universitaria, criticó públicamente al gobierno, lo que resultó en su arresto y posterior exilio.
Ejerció funciones diplomáticas como embajador del Paraguay ante México, Río de Janeiro, Francia y las Naciones Unidas. En 1954, tras el derrocamiento de Federico Chaves y el ascenso de Alfredo Stroessner al poder, fue designado ministro de Relaciones Exteriores del Paraguay. Ocupó el cargo inicialmente bajo el gobierno provisorio de Tomás Romero Pereira y luego durante los primeros años del régimen de Stroessner, entre 1954 y 1956.
Fue profesor titular de historia diplomática del Paraguay en la Universidad Nacional de Asunción durante veinticinco años, y más tarde fue nombrado profesor honorario.
Falleció en 1986.

## Obras
Sánchez Quell publicó 21 libros sobre historia, literatura, poesía y viajes. Su obra más reconocida es Estructura y función del Paraguay colonial, publicada por primera vez en 1944, con ediciones posteriores en 1947 y 1972.
Entre sus obras también se encuentran:
- La diplomacia paraguaya de mayo a Cerro Corá
- Los 50.000 documentos paraguayos llevados al Brasil
- Historia de las relaciones entre Francia y el Paraguay
- Proyección del general Caballero en la ruta de la patria
- Panorama de la sociología americana
- El minuto fugitivo
- El caricaturista Miguel Acevedo y su época
- Alfredo Stroessner, el Paraguay colorado y el desarrollo paraguayo
- El tiempo que se fue
- Asunción de los recuerdos (en coautoría con Jorge Rubiani)[4]

Impartió conferencias en diversas ciudades como México, Buenos Aires, La Paz, Montevideo y París.

## Actividad institucional
Fue presidente del Ateneo Paraguayo y de la Academia Paraguaya de la Historia. Integró el PEN Club y al menos trece institutos internacionales vinculados al ámbito académico y diplomático.

## Honores
A lo largo de su carrera, Hipólito Sánchez Quell recibió diversas condecoraciones nacionales e internacionales en reconocimiento a su labor diplomática, académica y cultural. Entre ellas:
- Legión de Honor (Francia)
- Orden al Mérito de Chile (Chile)
- Orden El Sol del Perú (Perú)
- Orden de las Artes y las Letras (Francia)
- Orden del Libertador (Venezuela)
- Orden Nacional del Cruzeiro do Sul (Brasil)